# Тора Берч
Тора Берч (англ. Thora Birch, нар. 11 березня 1982, Лос-Анджелес) — американська акторка та режисерка. Одна з провідних акторок, які виконували дитячі ролі в 1990-х роках.

## Юність
Народилася 11 березня 1982 року в Лос-Анджелесі в родині Джека Берча і Керол Коннорс. Батьки Тори мають єврейські, італійські та скандинавські корені. Її ім'я утворене від імені бога Тора з скандинавської міфології. Спочатку прізвище сім'ї звучала як Biersch, вказуючи на предків — німецьких євреїв. Батьки були акторами в порнофільмах (обоє знімалися в знаменитому «Глибокому горлі»).
З волі батьків (які досі залишаються її менеджерами), з чотирьох років почала зніматися в рекламних роликах.

## Кар'єра
У 1988 році Берч отримала роль Моллі в серіалі «День за днем». У тому ж році виконала першу роль у великому кіно — в комедії «Пурпурний людожер» з Нед Бітті і Нілом Патріком Гаррісом, за яку отримала премію «Молодий актор». У 1991 році зіграла у фільмі «Рай», цього разу драматичному. Партнерами Берч по знімальному майданчику були Дон Джонсон, Мелані Гріффіт і Елайджа Вуд, для якого ця роль також була однією з перших в кар'єрі. Тора Бенч перемогла у кастингу серед 4000 інших дівчаток.
Протягом 1991—1995 років Тора виконувала дитячі ролі в таких фільмах як «Фокус-покус», «Неприємності з мавпою». Вона зіграла дочку героя Харрісона Форда в бойовиках «Ігри патріотів» (1992) і «Пряма та очевидна загроза» (1994). Однією з її кращих вважають роль у фільмі «Зараз і тоді» (1995). Разом з нею знімалися Гебі Гоффманн, Крістіна Річчі, Демі Мур і Мелані Гріффіт.
Пізніше пішли епізодичні ролі в телесеріалах, таких як «За межею можливого», «Дотик ангела» і «Країна обітована», і головна роль у фільмі «Аляска». У 1997 році акторка перестала зніматися, повернувшись в кіно лише через два роки з невеликою роллю у фільмі «Де завгодно, тільки не тут».
У 1999 році зіграла у фільмі англійського режисера Сема Мендеса «Краса по-американськи», поставши в ролі Джейн Бернем, дочки головного героя, зіграного Кевіном Спейсі. Фільм заробив визнання критики, отримав 5 «Оскарів» і зібрав у прокаті 340 мільйонів доларів. Батьки Тори мали дати дозвіл на її участь у зйомках в оголеному вигляді, оскільки на той момент їй було 17 років. Разом з батьками на зйомках були присутні представники комісії з охорони праці. Гра Берч не залишилася непоміченою, і акторка отримала номінацію на премію Британської Академії кіно і телебачення за кращу роль другого плану.
Після другорядних ролей у фільмах «Погані дівчиська» (де гра Берч була особливо відзначена The Hollywood Reporter) і «Підземелля драконів», вона отримала головну роль в британському фільмі «Яма». Виданий через 2 роки у США фільм отримав змішані відгуки.
Тора Бенч виконала головну роль у фільмі «Світ примар», де її партнерами були Скарлетт Йоганссон і Стів Бушемі. Гра Берч отримала визнання критики й отримала номінацію на «Золотий глобус» за кращу жіночу роль.
У жовтні 2006 року відбулася прем'єра фільму жахів «Темні кути» режисера Рея Гоуер.

## Особисте життя
21 грудня 2018 року Берч одружилася.

## Вибрана фільмографія
| Рік         |    | Українська назва                            | Оригінальна назва                         | Роль                           |
| ----------- | -- | ------------------------------------------- | ----------------------------------------- | ------------------------------ |
| 1988 — 1989 | с  | День за днем                                | Day by Day                                | Моллі                          |
| 1990 — 1991 | с  | Батьки                                      | Parenthood                                | Тейлор Бакмен                  |
| 1991        | ф  | Рай                                         | Paradise                                  | Біллі Пайк                     |
| 1991        | ф  | Все, що я хочу на Різдво                    | All I Want for Christmas                  | Хеллі О'Феллон                 |
| 1992        | ф  | Ігри патріотів                              | Patriot Games                             | Саллі Райан                    |
| 1993        | ф  | Фокус-покус                                 | Hocus Pocus                               | Дені                           |
| 1994        | ф  | Пряма та очевидна загроза                   | Clear and Present Danger                  | Саллі Райан                    |
| 1994        | ф  | Неприємності з мавпочкою                    | Monkey Trouble                            | Єва                            |
| 1995        | ф  | Зараз і тоді                                | Now and Then                              | Тіні                           |
| 1996        | ф  | Аляска                                      | Alaska                                    | Джессі Бернс                   |
| 1999        | ф  | Краса по-американськи                       | American Beauty                           | Джейн Бернхем                  |
| 1999        | ф  | Де завгодно, тільки не тут                  | Anywhere but Here                         | Мері                           |
| 2000        | ф  | Підземелля драконів                         | Dungeons & Dragons                        | імператриця Савіна             |
| 2000        | ф  | Погані дівчиська                            | The Smokers                               | Лінкольн Рот                   |
| 2001        | ф  | Світ примар                                 | Ghost World                               | Енід                           |
| 2001        | ф  | Яма                                         | The Hole                                  | Ліз Данн                       |
| 2003        | тф | Безпритульні в Гарварді: історія Ліз Мюррей | Homeless to Harvard: The Liz Murray Story | Ліз Мюррей                     |
| 2004        | ф  | Срібне місто                                | Silver City                               | Карен Крос                     |
| 2006        | ф  | Темні кути                                  | Dark Corners                              | Карен Кларк / Сьюзан Хемільтон |
| 2008        | ф  | Поїзд                                       | Train                                     | Алекс                          |
| 2009        | ф  | Дедлайн                                     | Deadline                                  | Люсі                           |
| 2009        | ф  | Зима замерзлих надій                        | Winter of Frozen Dreams                   | Барбара Хоффман                |
| 2010        | тф | Договір на вагітність                       | Pregnancy Pact                            | Сідні Блум                     |
| 2012        | ф  | Петунія                                     | Petunia                                   | Вівіан Петунія                 |
| 2016        | с  | Колонія                                     | Colony                                    | Морган                         |
| 2021        | ф  | 13 хвилин                                   | 13 Minutes (II)                           | Джесс                          |